# Karolina Bielawska
Karolina Bielawska (Łódź, 11 april 1999) is een Pools model en schoonheidskoningin, winnaar van de Miss World 2021-wedstrijd. Eerder werd ze in 2019 gekroond tot Miss Polen.

## Biografie
Bielawska werd geboren op 11 april 1999 in Łódź. Ze is student bedrijfskunde met een bachelor in management en studeert voor haar master.
In 2019 vertegenwoordigde Bielawska Łódź op Miss Polen 2019 en won ze de titel, waardoor ze de Poolse Miss World 2020-kandidaat werd. Miss World 2020 is geannuleerd vanwege de COVID-19-pandemie. Ze behield de titel Miss World Polen 2021.
Bielawska vertegenwoordigde Polen op Miss World 2021, gehouden in Coca-Cola Music Hall, San Juan, Puerto Rico. Op 16 maart 2022 won ze de wedstrijd. Ze werd de tweede titelhoudster uit Polen, de eerste was Aneta Kręglicka die de verkiezing won in 1989.
1. ↑  (en) Miss World 2021 winner: Who is Poland's Karolina Bielawska?, HITC, 17 maart 2022. Gearchiveerd op 19 januari 2023.